# Das ist die Liebe der Matrosen (Film)
Das ist die Liebe der Matrosen ist ein österreichisches Filmlustspiel aus dem Jahr 1962. Unter der Regie von Franz Antel spielen Gunther Philipp und Gerhard Riedmann zwei Operettensänger, die als verkleidete Matrosen zur Zeit der k.u.k.-Monarchie einen Marinestützpunkt durcheinanderbringen.

## Handlung
In den letzten Jahren Österreich-Ungarns. Der aus der Nähe von Prag stammende Böhme Bogumil Zappler, ein kleiner Beamter im großen bürokratischen Apparat der Habsburger Monarchie, wird, obwohl von der klassischen Seefahrt komplett unbeleckt, eines Tages in die an der Adria liegenden Stadt Maromir versetzt, um dort als Stationsvorstand und Telegrafenbeamter seinen Dienst abzuleisten. Schon ein wenig vertrottelt und verkalkt und fremdsprachlich nicht unbedingt auf der Höhe erhält er eines Tages ein eintreffendes Telegram mit dem Inhalt „Spitalbau ohne Verzug anfangen, dringend!“, verstümmelt es versehentlich und macht aus der Rekonstruktion des Fernschreibens seine Eigendeutung „Spione fangen, dringend!“. Daraufhin gerät bald die gesamte Flottenbasis seiner Majestät in Aufruhr.
Derart in Alarmbereitschaft gesetzt, ordnet Stützpunktkommandant Korvettenkapitän von Lindenau an, dass seine Leute sofort auf Spionenhatz gehen sollen. Just zu diesem Zeitpunkt treffen in Maromir zwei etwas unbedarfte Operettensänger ein, Bertl Stowasser und Fritz Schönthal. Da Schönthal für einen Bühnenauftritt sich in fesche Marineklamotten geworfen hat und sein Kumpel Bertl dessen Ordonnanz spielt, geraten die beiden Herren augenblicklich in Verdacht, eben jene avisierte Spione zu sein. Prompt werden die beiden erst einmal in einen Verschlag festgesetzt. Doch die Dinge lösen sich nach allerlei weiteren Turbulenzen schließlich in Wohlgefallen auf, zumal sich Schönthal in die aparte brünette Charlotte von Lindenau, die hübsche Tochter des Kommandanten, verliebt.

## Produktionsnotizen
Der Titel Das ist die Liebe der Matrosen basiert auf einem beliebten Filmschlager, den einst der Filmkomponist Werner Richard Heymann für die deutsche Filmkomödie Bomben auf Monte Carlo 1931 geschrieben hatte und damals unter anderem von Hans Albers, Heinz Rühmann und Peter Lorre geschmettert wurde.
Gedreht wurde im jugoslawischen Rovinj. In Pula wurde ein altes Kriegsschiff der k. u. k. Marine, Baujahr 1910 entdeckt, das die Behörden nach langen Verhandlungen mit neunzig Mann Besatzung für zehn Tage dem Filmteam überließen. Dieses taufte es auf den Namen „Erzherzog Max“ und hisste darauf, mitten im sozialistischen Jugoslawien, die schwarzgelbe Habsburgerflagge.
Der österreichische Film wurde am 6. Juli 1962 in Deutschland uraufgeführt. Die österreichische Erstaufführung fand am 10. August 1962 statt.
Wolf Witzemann entwarf die Filmbauten.
Sowohl für den Schauspielveteran Hans Olden als auch für dessen Kollegen Viktor Afritsch bedeutete Das ist die Liebe der Matrosen die Abschiedsvorstellung beim Kinofilm.

## Kritiken
Paimann’s Filmlisten resümierte: „Einer der, nach Possen-Schema gedrehten, Aufhänger für die gewohnten Komiker-Soli und -Duette in verballhorntem k.u.k.-Milieu, mit einem alten Titel und neuen Schlagern, bärtigen Witzen und strapazierten Situationen…“

„Klamaukfilm, zur Zeit des Ersten Weltkriegs angesiedelt.“